# اوناس‌تونتوری
اوناس‌تونتوری {{فنلاندی|Ounastunturi) یک کوه در فنلاند است که در موئونیو واقع شده‌است. اوناس‌تونتوری ۷۲۵ متر بالاتر از سطح دریا واقع شده‌است.